# Geranomyia vindicta dilucida
Geranomyia vindicta là một phân loài ruồi của loài Geranomyia vindicta trong họ Limoniidae. Chúng phân bố ở vùng Tân nhiệt đới.